# سهران (ایرانشهر)
سهران، روستایی در دهستان ابتر بخش مرکزی شهرستان ایرانشهر در استان سیستان و بلوچستان ایران است.

## جمعیت
بر پایه سرشماری عمومی نفوس و مسکن در سال ۱۳۹۵، جمعیت این روستا برابر با ۵۰ نفر (۱۲ خانوار) بوده‌است.